# Parasipyloidea minuta
Parasipyloidea minuta är en insektsart som beskrevs av Ludwig Redtenbacher 1908. Parasipyloidea minuta ingår i släktet Parasipyloidea och familjen Diapheromeridae. Inga underarter finns listade i Catalogue of Life.